# Oude Nazarethkerk (Berlijn)
De Oude Nazarethkerk (Duits: Alte Nazarethkirche) is een door Karl Friedrich Schinkel ontworpen kerkgebouw in het Berlijnse stadsdeel Wedding. Het kerkgebouw is een van de vier Berlijnse voorstadkerken die Schinkel liet bouwen en die allen eenzelfde bouwplan hebben. De kerk is vernoemd naar Nazareth, de plaats waar Christus zijn jeugd doorbracht.

## Geschiedenis
In het begin van de 19e eeuw ontwikkelden de voorsteden van Berlijn zich in hoog tempo, zodat koning Frederik Willem III van Pruisen toestemming gaf om vier nieuwe kerken te bouwen voor de nieuwe bevolking. De plannen werden toevertrouwd aan Karl Friedrich Schinkel die voor een snelle en zuinige uitvoering moest zorgen.
Het Nazarethkerk werd zeer eenvoudig en rechthoekig uitgevoerd in de Italiaanse neoromaanse stijl. Karakteristiek zijn de rondboogvensters en het roosvenster, die ervoor moesten zorgen dat de tegenwoordig verdwenen galerijen werden verlicht. Later zou door Friedrich August Stüler, zoals bij de Sint-Johanneskerk in Moabit, een pastorie, een klokkentoren en een verbindende gang met arcaden worden aangebouwd. Deze voornemens kwamen echter niet tot uitvoering. Nadat het aantal gelovigen binnen de parochie bleef groeien en de nabijgelegen grotere Nieuwe Nazarethkerk moest worden gebouwd, werden er geen erediensten meer gevierd in de Oude Nazarethkerk. Voortaan vonden in het gebouw slechts diaconale en catechetische activiteiten plaats. In 1906 werd er ter hoogte van de galerijen een tussenverdieping aangebracht. Ten behoeve van een betere verlichting verkreeg de begane grond meer rondboogvensters. Bovendien werd er een apsisomgang aangebouwd om daar nevenruimten te kunnen creëren. Tussen 1972 en 1974 was op de benedenverdieping een kinderdagverblijf gevestigd.
Tussen 1977 en 1980 werd de bovenzaal, die men Schinkelsaal noemt, gerestaureerd, die sinds 1989 weer opnieuw voor de eredienst wordt gebruikt.

## De andere voorstadkerken van Schinkel
- Sint Elisabethkerk
- Sint-Johanneskerk
- Sint-Pauluskerk